# Nuevo Mundo Salvaje de Lorne Greene
El Nuevo Mundo Salvaje de Lorne Greene (Lorne Greene's New Wilderness) fue una serie canadiense de TV sobre la vida silvestre. El presentador y narrador de los documentales fue el actor Lorne Greene. Salió al aire por la CTV desde septiembre de 1982 hasta septiembre de 1987. Se transmitieron semanalmente 104 episodios de unos 30 minutos de duración cada uno. El título original de la serie era New Wilderness, pero fue renombrada en 1986 en honor del conductor del programa.

## Premios
En 1983, la serie ganó tres Premios Daytime Emmy.
- Outstanding Achievement in Any Area of Creative Technical Crafts - Cinematography: Robert Ryan.
- Outstanding Achievement in Any Area of Creative Technical Crafts - Composition/Direction: Jacques Urbont.
- Outstanding Achievement in Any Area of Creative Technical Crafts - Film Editing: Leslie Borden Brown.